# Paul Kellerman
Paul Kellerman interpretato da Paul Adelstein è un personaggio della serie TV Prison Break.

## Storia

### Prima stagione
Agente dei Servizi Segreti, con un passato militare nella guerra del Golfo, lavora in coppia con l'agente Daniel Hale per conto del vicepresidente Caroline Reynolds. Tutti loro sono implicati nella Compagnia, un team di persone che gestisce le azioni del governo. Kellerman è senz'altro un personaggio spietato in grado di portare sempre a termine i suoi compiti. Il suo incarico è quello di ostacolare in ogni modo la ricerca della verità su Lincoln Burrows e far sì che l'uomo muoia il più presto possibile. Tutto questo lo porta all'uccisione della ex-moglie dello stesso Lincoln e del suo compagno. Si ritrova inoltre costretto ad eliminare il suo collega, nonché amico di vecchia data: Daniel. Quest'ultimo aveva cercato di far avere a Veronica Donovan un elenco con tutte le persone coinvolte, compreso lo stesso Kellerman. L'agente Paul inoltre ha un segreto che tiene per sé, ovvero una forte attrazione per la vicepresidente, che, dopo un'ennesima manovra della Compagnia si ritrova presidente.

### Seconda stagione
Dopo la fuga di Lincoln Burrows e di altri sette detenuti, Kellerman s'infiltra lentamente nella vita di Sara Tancredi nella speranza di trovare Michael Scofield, suo amico. Nel frattempo, il governatore, nonché padre di Sara, Frank Tancredi viene ucciso, ma, poco prima era riuscito a mettere in guardia Sara sulla vera identità di Kellerman. Sara scappa e l'agente Paul avrà l'ordine di darle la caccia, ordini che non provengono più direttamente dal presidente Reynolds ma dall'agente Bill Kim, portavoce della Reynolds. Kellerman inoltre ordina ad Alexander Mahone di eliminare tutti e otto gli evasi. Alex riuscirà nel compito solo in parte, con la morte di Abruzzi, Tweener e Haywire. 
Quando Kellerman ritrova Sara, la tortura, sperando di farla parlare riguardo alle ultime parole di suo padre e che cosa le ha dato, ma senza risultati. Riceve quindi l'ordine da Bill Kim di eliminarla, ma anche questa volta Sara riesce a fuggire.
Questo compito non portato a termine, porta l'agente Kellerman all'eliminazione dalla Compagnia e all'allontanamento dal presidente, della quale è ancora attratto. Sentendosi tradito passa dalla parte di Michael e Lincoln e li aiuta in diverse occasioni. Quando anche Sara si riunisce ai due fratelli, lei e Kellerman mostrano un rapporto molto conflittuale, dove Sara cerca di strozzarlo, raggiungendo il culmine, quando in fuga, lei chiude la porta dell'auto lasciando Paul da solo a dover scappare dall'arrivo della polizia. 
Chiusa la parentesi sui due fratelli, Kellerman cerca la sua vendetta personale: uccidere il presidente. La attende ad un evento pubblico presieduto da ella stessa, ma non riesce a prendere la mira e il suo bersaglio gli sfugge. Successivamente si riappacifica con sua sorella che non vedeva da anni e poi cerca di suicidarsi, ma l'arma si inceppa e la sorella interviene. 
Ritrovato l'affetto di quest'ultima, decide di recarsi al processo di Sara Tancredi e testimoniare contro la Compagnia, scagionandola e dando la libertà a Michael e Lincoln. A fronte della propria confessione di omicidio plurimo viene arrestato. Al momento del trasporto in carcere, il camion viene bloccato da alcuni uomini; vengono sparati dei colpi di fucile nel retro dove si trova Kellerman e altre due guardie carcerarie. L'agente Paul Kellerman viene dichiarato morto.

### Quarta stagione
C-Note si reca a Chicago per contattare Sucre a cui racconta di aver perso la protezione testimoni, pertanto a chiedergli dunque di consegnargli i fratelli in modo da concludere finalmente la loro "fuga". Ad accompagnarlo c'è proprio Kellerman. Era stato salvato dal gruppo dove lavorava Aldo Burrows. Kellerman contatta Michael e si accorda per ricevere Scylla, in cambio propone un accordo in cui tutti saranno finalmente liberi. Nel flashforward finale vediamo la vedova del suo defunto collega Daniel Hale che gli sputa in faccia, Paul dice che è tutto a posto e si allontana in una limousine. Diventato ormai un deputato degli Stati Uniti d'America, in un modo o nell'altro ha cercato di riparare a tutti i suoi errori commessi in passato aiutando i fratelli, Sara e gli altri nella loro ricerca di una vita senza dover fuggire.

### Quinta stagione
Nella quinta stagione di Prison Break Kellerman offre il suo aiuto a Sara per ritrovare Michael. La donna però dubita dell'ex-agente della Compagnia e chiede a T-Bag di indagare su di lui. T-Bag si reca così a casa di Kellerman, ma mentre questo sta rivelando dettagli importanti sul misterioso Poseidone, i due vengono attaccati dai due sicari Emily Blacke e Van Gogh che lavorano per Poseidone stesso. T-Bag viene ferito, ma riesce a fuggire; Paul Kellerman, invece, viene colpito da Emily Blake e ucciso da Van Gogh.